# Stosunki pomiędzy San Marino a Państwem Kościelnym
Stosunki pomiędzy San Marino a Państwem Kościelnym. Stosunki pomiędzy San Marino a Państwem Kościelnym miały w swojej historii o wiele bardziej skomplikowany charakter niż w przypadku stosunków pomiędzy Stolicą Apostolską a innymi państwami. Stosunki te przybierały często postać relacji typowych dla państw świeckich – oba państwa zawierały sojusze (również militarne), ale też dochodziło pomiędzy nimi do konfliktów. W historii San Marino było nawet kilka wydarzeń, w których San Marino traciło suwerenność na rzecz Państwa Kościelnego.

## Historia

### Do przełomu XVI i XVII wieku
Pierwsze udokumentowane kontakty pomiędzy San Marino a Państwem Kościelnym (papieżem) pochodzą z VIII wieku, kiedy to okolice wzgórza Titano zostały przekazane papieżowi przez Pepina Małego.
Najstarszym dokumentem potwierdzającym istnienie kościoła podlegającemu papieżowi jest wyrok Placito fratrano.
W XIII wieku, kiedy na Półwyspie Apenińskim wybuchł konflikt pomiędzy zwolennikami papieża a zwolennikami cesarza, Sanmaryńczycy przyłączyli się do niego po stronie cesarza, gdyż chcieli się uniezależnić od biskupów, którzy ingerowali w wewnętrzne sprawy  republiki San Marino. Za opowiedzenie się po drugiej stronie papież Innocenty IV nałożył w 1247 roku na San Marino ekskomunikę, która została zdjęta po dwóch latach po interwencji obywateli San Marino. Państwo Kościelne w drugiej połowie XIII wieku szybko się rozwijało, szczególnie terytorialnie. San Marino wprawdzie nie zostało przez nie zajęte, ale w 1291 papież próbował uczynić z San Marino swoje lenno i narzucić podatki, co spotkało się z buntem Sanmaryńczyków. Ponowna próba narzucenia podatków przez Państwo Kościelne miała miejsce w 1296 roku, jednakże po rozprawie sądowej 3 lipca 1296 roku zapadł wyrok zwalniający mieszkańców San Marino z podatków kościelnych.
W XIV wieku San Marino zostało uwikłane w kolejną wojnę na Półwyspie Apenińskim. Aby zyskać przychylność papieża, biskup Benvenuto sfałszował dokumenty i próbował sprzedać San Marino gminie Rimini, a pieniądze z tej transakcji miały zasilić skarbiec Państwa Kościelnego. Do transakcji jednak nie doszło. Po tych wydarzeniach papież postanowił uspokoić sytuacje na Półwyspie Apenińskim, zwiększając siłę Państwa Kościelnego. Samo San Marino pozostało jednak niepodległe, a kościół w San Marino dostał się w bezpośrednią władze legata papieskiego. W 1366 roku zawarto traktat pokojowy w regionie, a rok później kardynał Andruino uznał prawa San Marino do wolności i niepodległości.
W drugiej połowie XV wieku król Neapolu rozpoczął wojnę z Molestami. San Marino oraz papież opowiedzieli się wówczas po stronie Neapolu. Papież w zamian za pomoc nadał San Marino posiadłości Fiorentino, Montegiardino, Serravalle i Faetano, które Sanmaryńczycy zdobyli podczas tej wojny.
W pierwszej połowie XVI wieku niepodległość San Marino została mocno zagrożona ze strony Republiki Weneckiej. Władze San Marino wystąpiły do papieża Juliusza II o protekcję. Papież jednak nie pomógł Sanmaryńczykom.

### Od przełomu XVI i XVII wieku do 1798
Na przełomie XVI i XVII wieku Państwo Kościelne bardzo się umocniło i podbiło tereny wokoło San Marino. Dodatkowo San Marino znajdowało się w kryzysie. San Marino nie straciło niepodległości, jak okoliczne państewka, aczkolwiek sekretarz San Marino musiał podpisać Traktat o ochronie Republiki przez Stolicę Apostolską, ratyfikowany przez papieża Klemensa VIII w maju 1602 roku.
W 1631 roku Państwo Kościelne stało się jedynym sąsiadem San Marino, aczkolwiek dzięki podpisanemu traktatowi San Marino nie zostało podbite.
Do dość napiętej sytuacji w stosunkach między San Marino a papieżem doszło w XVIII wieku, kiedy kardynał Giulio Alberoni przesłał list papieżowi Klemensowi XII, w którym określił San Marino jako siedlisko wszelkiego zła, sugerując, że trzeba podbić tę republikę, by dla dobra mieszkańców zaprowadzić tam porządek. Papież Klemens XII upoważnił kardynała do włączenia San Marino do Państwa Kościelnego.
San Marino jednak nie podało się i papież, pod naciskiem ambasadorów Austrii, Francji i Hiszpanii, postanowił powtórnie rozpatrzeć sprawę. 9 stycznia 1740 delegat Stolicy Apostolskiej Enrico Enriquez przybył do San Marino i incognito rozmawiał z jego obywatelami. Po powrocie Enriquez zreferował papieżowi rzeczywisty obraz państwa.
Papież uznał, że został oszukany przez kardynała Alberoniego i 5 lutego 1740 roku przywrócił niepodległość San Marino.

### Po 1798
W latach 1798–1815 Państwo Kościelne, podbite przez Napoleona, formalnie nie istniało. Na kongresie wiedeńskim zdecydowano o reaktywacji Państwa Kościelnego w takim samym kształcie, w jakim istniało przez podbojem.
Podczas walk związanych z procesem zjednoczenia Włoch San Marino nie opowiedziało się oficjalnie po żadnej ze stron zachowując niezależność, jednakże udzieliło pomocy wycieńczonemu oddziałowi Giuseppe Garibaldiego, co spotkało się z niezadowoleniem papieża. W wyniku walk o zjednoczenie Włoch San Marino zostało otoczone przez terytorium Królestwa Włoch, od tego czasu stosunki sanmaryńsko-watykańskie ograniczyły się do zwykłych stosunków pomiędzy państwami a Stolicą Apostolską. Stolica Apostolska jednak jako jedyna oprócz Włoch ma w San Marino swoją ambasadę.

## Placówki dyplomatyczne
W San Marino znajduje się nuncjatura apostolska (ambasada Watykanu), natomiast ambasador San Marino w Rzymie jest akredytowany również w Watykanie.